# Fadoro Ewo
Fadoro Ewo is een bestuurslaag in het regentschap Nias Selatan van de provincie Noord-Sumatra, Indonesië. Fadoro Ewo telt 1005 inwoners (volkstelling 2010).